# Виток (Західнопоморське воєводство)
Виток (пол. Wytok, нім. Fier) — село в Польщі, у гміні Плоти Ґрифицького повіту Західнопоморського воєводства.
Населення — 176 осіб (2011).
У 1975-1998 роках село належало до Щецинського воєводства.

## Демографія
Демографічна структура станом на 31 березня 2011 року:
|          | Загалом | Допрацездатний вік | Працездатний вік | Постпрацездатний вік |
| -------- | ------- | ------------------ | ---------------- | -------------------- |
| Чоловіки | 94      | 33                 | 54               | 7                    |
| Жінки    | 82      | 26                 | 51               | 5                    |
| Разом    | 176     | 59                 | 105              | 12                   |